# Krishna (hindoeïsme)

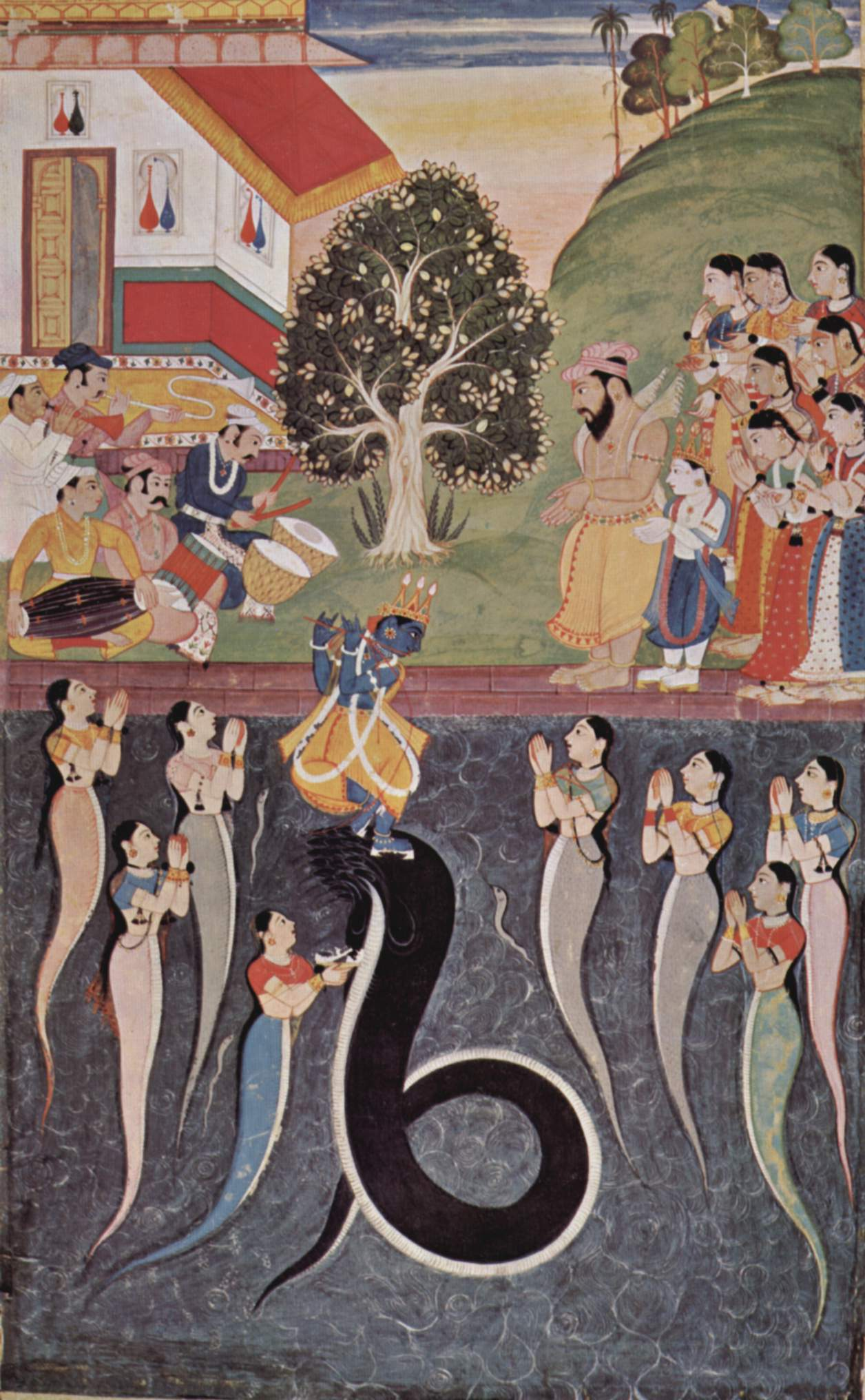
Krishna bezweert de slang Kaliya. Indiase schilder rond 1640. Episode uit het leven van Krishna

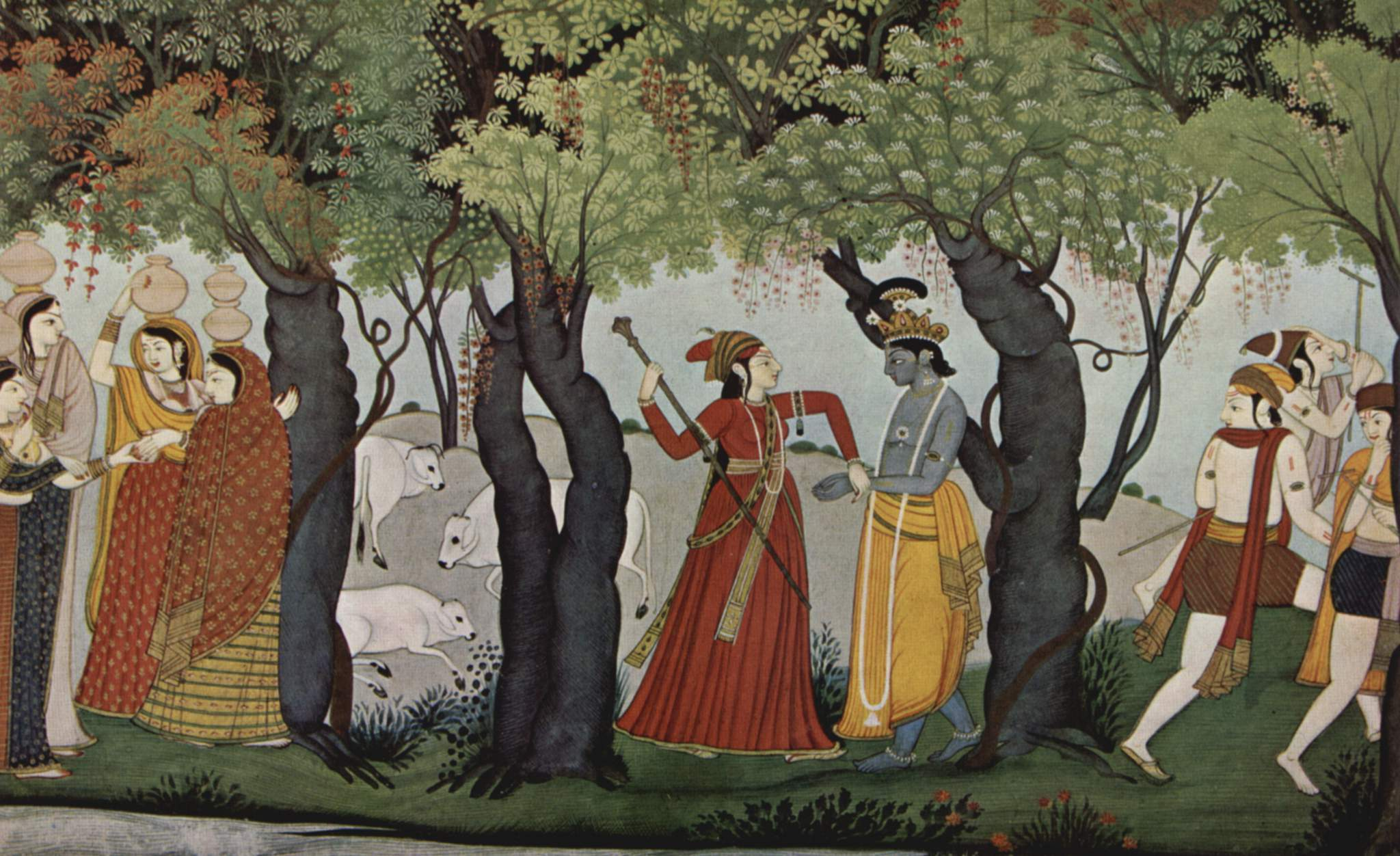
Radha en Krishna

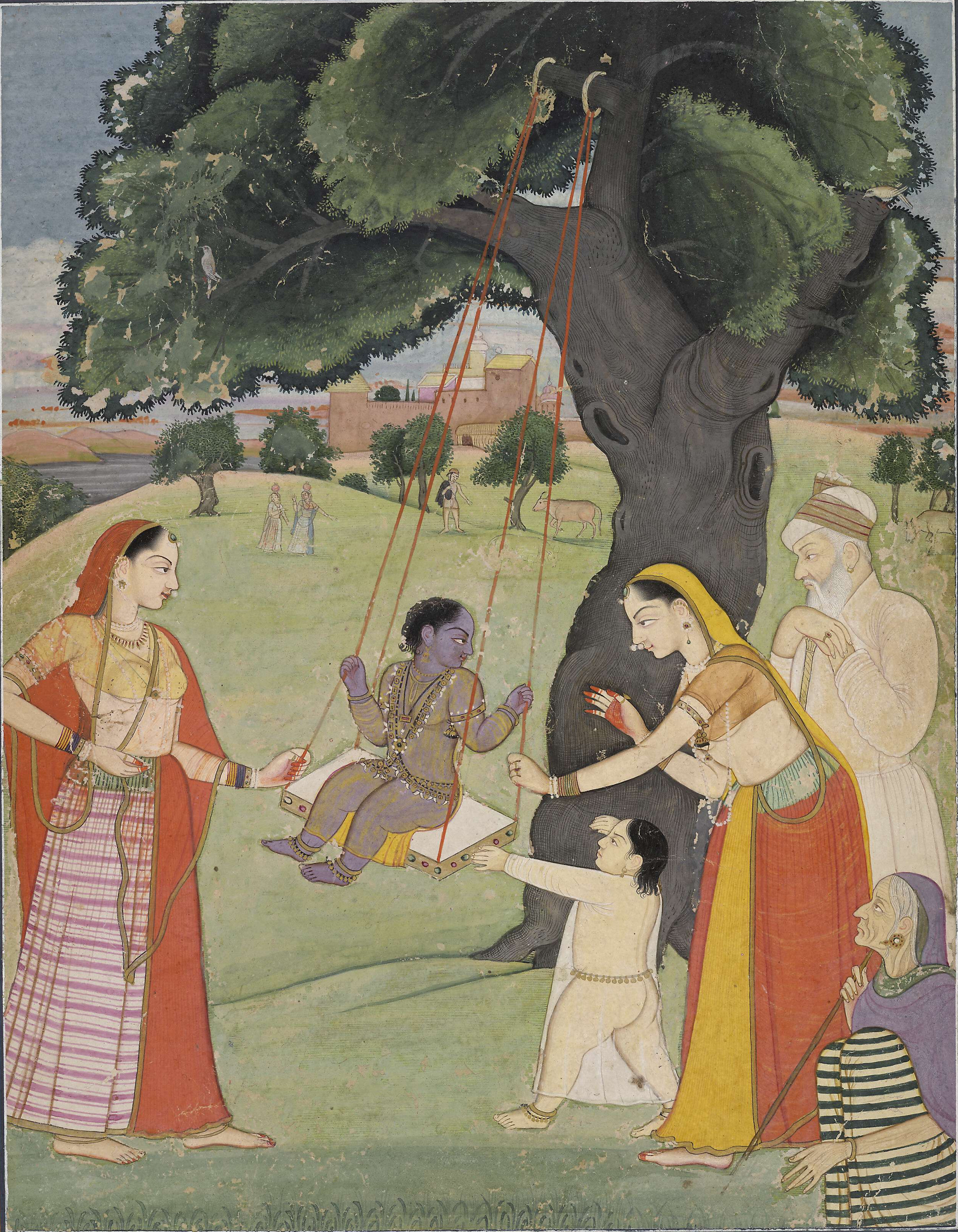
Jonge Krishna op schommel

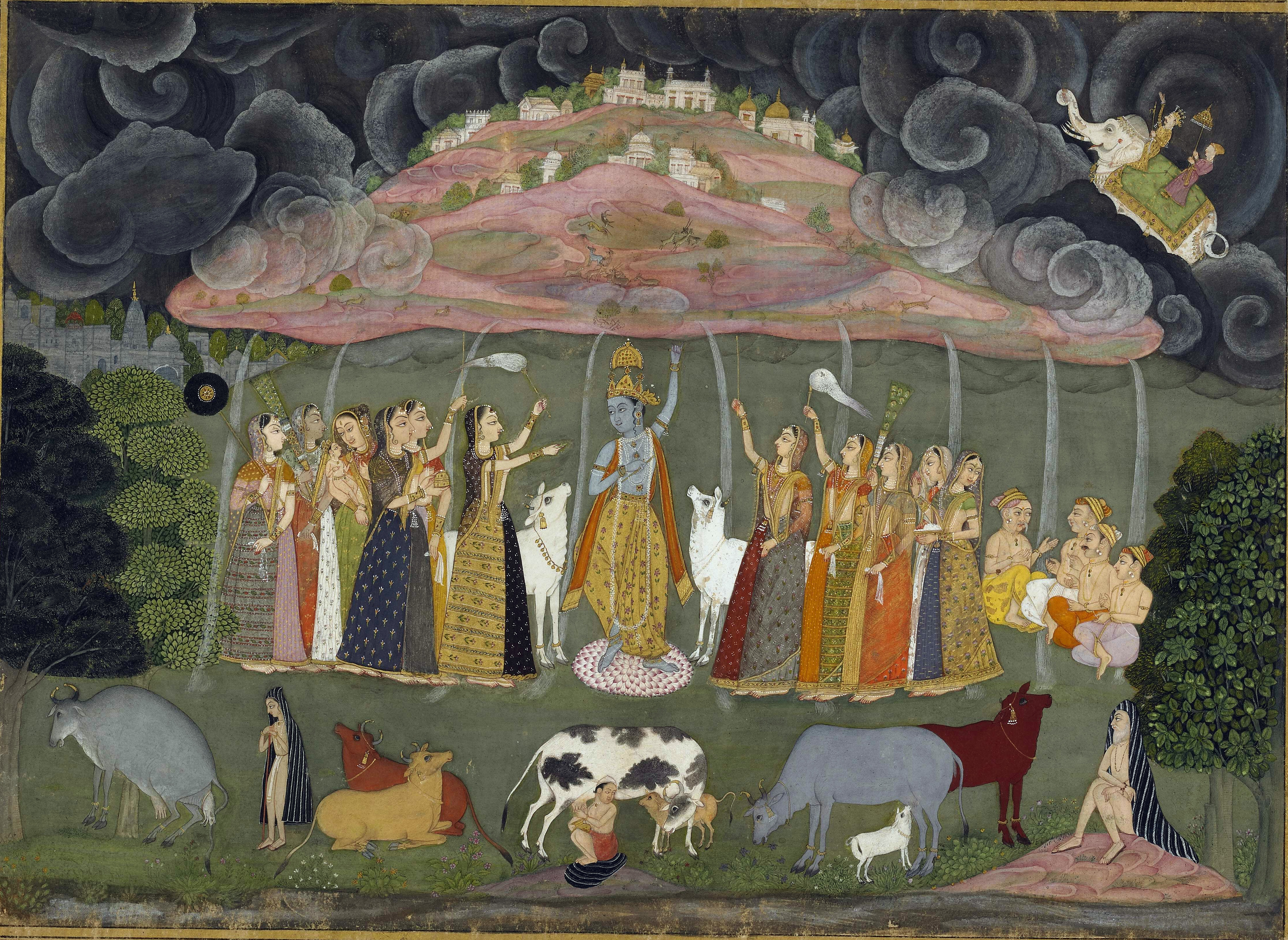
Krishna bij de berg Govardhan

Krishna (Sanskriet: Kṛṣṇa, devanagari: कृष्ण) heeft een centrale rol binnen het hindoeïsme. Als zodanig speelt Krishna een grote rol in de Mahabharata (waaronder de Bhagavad Gita) en de Bhagavata Purana. In veel hindoeïstische stromingen wordt Krishna beschouwd als de menselijke incarnatie van Vishnu, in andere voornamelijk het Vaishnavisme als de Allerhoogste Persoonlijkheid of hoogste manifestatie van God zelf. Zijn broer was Balarama en zijn zus was Subhadra.

## Leven
Volgens de traditie is Krishna geboren in Mathura, de toenmalige hoofdstad van het koninkrijk Shurasena (in het huidige Uttar Pradesh) in het land Bharat-Varsa (het tegenwoordige India). Hij was het achtste kind van prinses Devaki en haar man Vasudeva. De eerdere zeven werden door oom Kamsa/Kansa vermoord. 

### Geboorte
Krishna zou in een stormachtige nacht in de maand Shravan (augustus/september) geboren zijn, op de achtste dag na de volle maan om middernacht (Janmashtami) in een gevangeniscel, en zou zijn jeugd hebben doorgebracht in Vrindavan (toen een dorpje, nu een stad). De demonische koning Kamsa, de broer van Devaki (Rawan), wilde alle acht kinderen die zij zou baren om het leven brengen.
Volgens de laatste voorspellingen van zijn persoonlijke astroloog zou zijn slechte en egoïstische heerschappij zeer spoedig tot een einde komen. Zijn zuster Devaki zou namelijk bij haar achtste bevalling niemand minder dan Heer Vishnu zelf baren. Deze zou een eind maken aan de reeks terreurjaren van regeren waaronder talloze burgers en heilige mensen te lijden hadden. Daarom had hij zijn zuster Devaki tezamen met haar man opgesloten in een gevangeniscel. Kamsa probeerde daarom alle kinderen, voor de zekerheid, maar zeer zeker vooral ook dit achtste kind te doden.
Krishna's vader Vasudeva ontsnapte bij de geboorte van het achtste kind op wonderbaarlijke wijze met het pasgeboren jongetje. Nog voordat de koning er lucht van kreeg verwisselde hij het kind met het pasgeboren dochtertje van Yashoda en Nanda in het land Gokula. Toen koning Kamsa uiteindelijk bericht kreeg dat een achtste kind geboren was, probeerde hij het te doden, maar op het moment dat hij het pasgeboren kindje wilde pakken vloog het meisje uit zijn handen omhoog en veranderde in de Godin Yogamaya. Al zwevend in de lucht deelde zij hem mede dat zijn dood al onontkoombaar was door de komst van haar broer, de Allerhoogste in eigen persoon. Kamsa besloot daarop alles te doen wat in zijn macht lag om dit kind te vinden en te doden.

### Jeugd in Vrindavan
Hoe Kamsa demonen op Krishna afstuurt, en hoe deze allemaal moeiteloos door Krishna worden verslagen, ook al is hij nog een zuigeling, is te lezen in het Krishnaboek, een samenvatting van het tiende canto van het Srimad Bhagavatam. Hierin vindt men talloze heldendaden van Krishna en zijn oudere broer Balarama, die voortdurend demonen uitschakelen, die het op zowel hen als hun toegewijden en vrienden in de vorm van speelkameraden hebben gemunt.
Anderzijds staat Krishna's jeugd bekend als zijn zoete, liefdevolle periode, waarin hij veel tijd en aandacht kon besteden aan zijn toegewijde volgelingen. Dit is de Vraja Krishna van Vrindavana met zijn betoverende fluit, die de harten van de koeherderinnen stal. Terwijl hij demonen versloeg kon hij zorg dragen voor al zijn toegewijden en familieleden zoals men kan terugvinden in verhandelingen zoals de Bhagavad Gita, het Srimad Bhagavatam en andere Purana's.

### Krishna's rol in deMahabharata
Later, toen Krishna tot hoofdspreker werd verkozen bij een bijeenkomst van een groot aantal koningen en heersers, vervulde hij een geheel andere rol. Er barstte niet veel later een grote oorlog uit waarbij 650.000 personen binnen drie dagen het leven lieten. Krishna had Arjuna als hoogontwikkelde ziel uitgekozen om de wetenschap van zelfrealisatie en karma-yoga (liefdevolle dienstbaarheid aan God op het niveau van Brahman, Paramatma en Bhagavan) volledig te verklaren. Voor deze uitleg ontwikkelde Krishna een ingewikkeld spel met allerlei scenario's, waarvan uitvoerig verteld wordt in het epos Mahabharata. Een daarvan was, dat Arjuna en zijn broers (de Pandava's) een partijtje dobbelen zouden verliezen en nog geen stukje land zo groot als een speldenknop zouden krijgen van de blinde koning Dhritarashtra, zelfs niet na de afgesproken twaalf jaar ballingschap.
De blinde koning kon geen duidelijk eindoordeel vellen dat gunstig was voor een van de partijen en daarom moesten ze het zelf uitvechten. Beide partijen kwamen naar Krishna om hulp. Een vete was onvermijdelijk, zowel op basis van de standpunten die beide kanten hadden ingenomen als vanwege de wil van Krishna zelf. Krishna gaf beide legerleiders de keuze: of zij kregen zijn volledige legers, ofwel zij kregen alleen Krishna, maar dan zou hij niet meestrijden. De toegewijde Arjuna koos voor Krishna zelf. Krishna nam de nederige positie in van Arjuna's wagenmenner en gaf hem daarbij spiritueel onderricht. Staande op Arjuna's strijdwagen onderrichte hij hem daarom in de Bhagavad Gita, die uit zevenhonderd verzen in het Sanskriet bestaat. Uiteindelijk behaalde de partij van Arjuna onder Krishna's leiding de overwinning. Krishna is daarmee volgens de geschriften de goddelijke held die incarneerde om rechtschapenheid (dharma) te herstellen en demonische eigenschappen te vernietigen. Na de lessen van Krishna te hebben gevolgd bereikten Arjuna en zijn vier broers bevrijding uit het materiële bestaan.
Meer over de (indirect leidende) rol die Krishna speelde met Dharma en Karman de Mahabharata zie Mahabharata#Personages bij Krishna.

## Dwarka
Koning Jarasant had Mathura 17 keer aangevallen. De broer van Krishna, Balarama, wilde een veilige plaats voor de inwoners vinden. Krishna had besloten aan de maker van het godenpaleis te vragen in één dag een stad te bouwen die de inwoners veiligheid bood. De maker vroeg aan de god van de zee om een groot eiland, en hij vroeg aan de goden Brahma, Vishnoe en Shiva om spirituele kracht, zodat hij de stad kon bouwen. Toen de stad klaar was, ging hij weer naar Krishna om te vragen hoe hij deze stad wilde noemen. Krishna zag dat de stad veel deuren had en daarom noemde hij haar Dwarka ("Poort"). Maar er was nog een reden: hij noemde haar Dwarka omdat ze ook voor de mensen op de aarde de poort naar de hemel was.